# Landrace français
Le landrace français est une race porcine originaire des pays nordiques, principalement le Danemark et la Suède, introduite en France assez récemment, à partir des années 1930. Elle y fait depuis l'objet d'une sélection efficace qui en a fait une race maternelle importante dans l'élevage porcin français.
C'est un cochon blanc, au corps allongé et aux oreilles tombantes. Il est doué d'une bonne prolificité, mais également de bonnes capacités de croissance. On l'utilise surtout en croisements, notamment avec le large white. Elle est aujourd'hui la deuxième race française quant aux effectifs.

## Origine
Le landrace français est issu de porcs landrace importés du Danemark et de la Suède à partir des années 1930. Ces importations se sont accélérées après la Seconde Guerre mondiale. D'abord connu sous le nom de « porc français de type danois », il prend rapidement l'appellation landrace français. Le livre généalogique de la race est ouvert en 1952.
Des croisements ont été réalisés entre les années 1970 et 1990 avec d'autres porcs landrace originaires des Pays-Bas, d'Allemagne, du Royaume-Uni et de Norvège. Après un temps d'hésitation dans les années 1970, la race s'est orientée vers un type « femelle », qui est aujourd'hui très clairement affirmé.

## Description
C'est un porc de grande taille, reconnaissable à ses grandes oreilles retombantes dirigées vers l'avant. Le corps est allongé, fusiforme. La robe est uniformément blanche, avec peu de poils.
La truie mesure 90 cm au garrot pour un poids de 300 kg tandis que le verrat mesure 95 cm et pèse 350 kg.

## Aptitudes

Verrat landrace

C'est une race prolifique mettant bas en moyenne 13,7 porcelets par portée et 24 porcelets par an. Ces performances sont proches de celles du large white, race de référence dans ce domaine. Le landrace français se caractérise aussi par sa précocité sexuelle (on peut la mettre à la reproduction à partir de 8 à 9 mois) et par son excellent comportement maternel.
Sa croissance est plutôt bonne et elle fournit une carcasse de qualité moyenne. Celle-ci est assez conforme aux standards recherchés en production industrielle car peu pourvue en gras, l'épaisseur de lard dorsal étant de 11,3 mm.
Le landrace est particulièrement bien ancré dans le schéma de croisements pratiqués en élevage industriel. En effet, son croisement avec la race large white permet d'obtenir des truies hybrides à la productivité numérique record, et qui constituent le type génétique le plus largement répandu en France.

## Sélection
La gestion de la race est assurée par les livres généalogiques porcins collectifs. En 2005, 4 800 truies sont inscrites au livre généalogique, dont environ 3 200 participent au schéma de sélection en race pure dans 29 élevages et 1 100 truies sont utilisées en croisement.
Les objectifs de sélection sont essentiellement les qualités maternelles, afin de consolider la position de la race en tant que lignée femelle. Par ailleurs, on sélectionne le landrace sur sa rusticité, la solidité de son squelette et l'épaisseur de sa longe. Il fait par ailleurs l'objet depuis 1989 d'un programme visant à l'obtention d'une lignée hyperprolifique, ce qui a permis de grands progrès dans sa prolificité, de l'ordre de 0,2 porcelet par portée en plus par an. Enfin, après une sélection draconienne, le gène de sensibilité à l'halothane a complètement disparu de la race depuis 1990.

## Diffusion
Le landrace tient la seconde place dans l'élevage porcin français. Il représente 30 % du cheptel porcin de France. Il est essentiellement utilisé comme lignée femelle, et en croisement, avec la race large white pour la production de truies  reproductrices. En 2005 on estime les effectifs à 37 000 truies.
Il existe des variantes de cette race dans le monde entier, qui ont évolué différemment suivant les pratiques de sélection de chaque pays. On peut noter que le landrace britannique le landrace danois et le landrace néerlandais sont assez semblables à leur homologue français. Par ailleurs, la France exporte des landraces français en Chine et en Afrique.